# Michael Heym

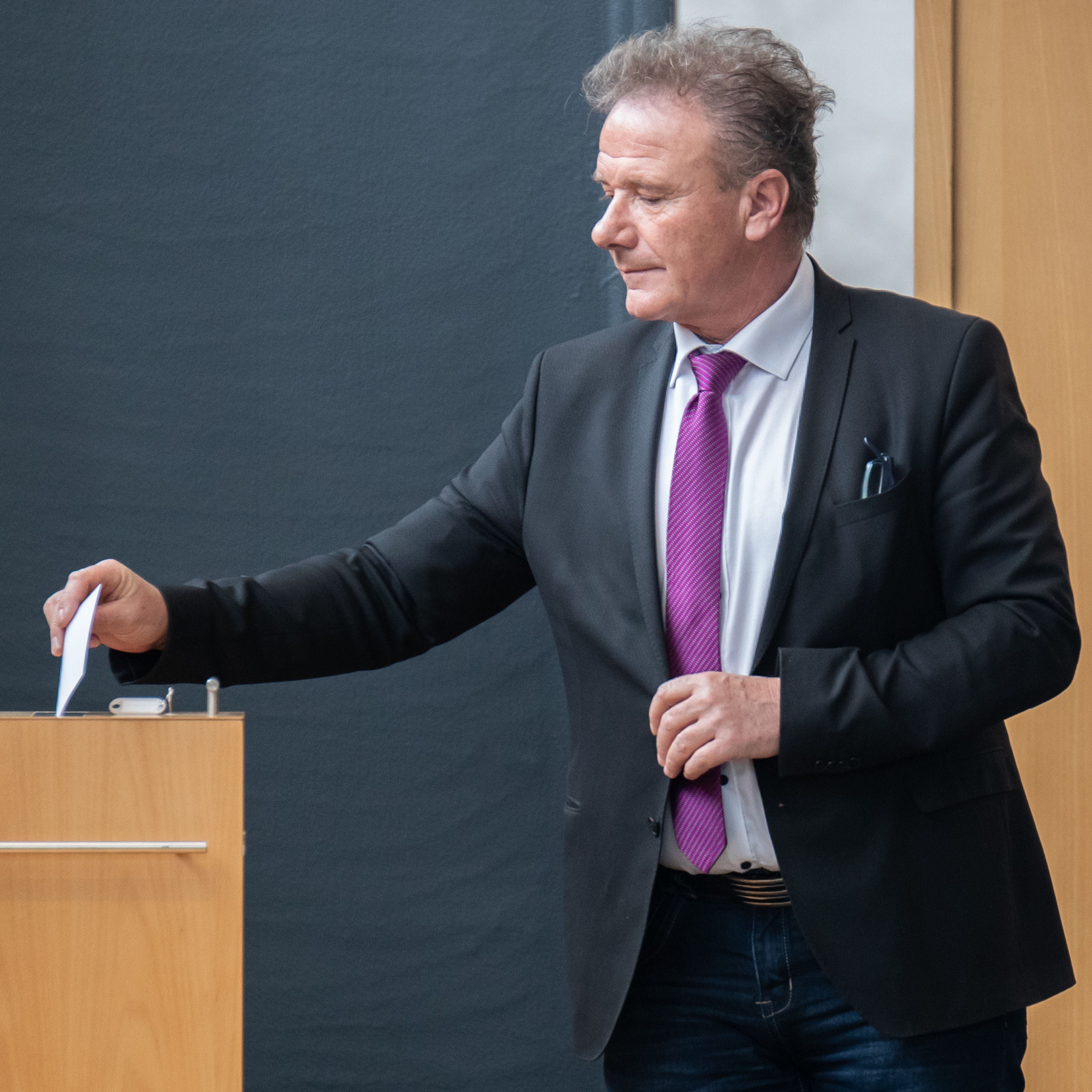
Michael Heym (2020)

Michael Heym (* 25. Februar 1962 in Suhl) ist ein deutscher Politiker der CDU. Er war von 1999 bis 2024 Mitglied des Thüringer Landtags.

## Leben
Aufgewachsen in Rohr im Kreis Suhl-Land, absolvierte Michael Heym nach Abschluss der Polytechnischen Oberschule ab 1979 eine zweijährige Lehre zum Facharbeiter für Eisenbahntechnik. Im Jahr 1995 schloss er an der Verwaltungs- und Wirtschaftsakademie eine berufsbegleitende Weiterbildung zum Verwaltungs-Betriebswirt (VWA) ab. Von 1992 bis 1999 war Heym Bürgermeister in seiner Heimatgemeinde Rohr und von 1996 bis 1999 Vorsitzender der Verwaltungsgemeinschaft Dolmar. Seit 1999 ist er Mitglied des Thüringer Landtages.
Michael Heym hat zwei erwachsene Kinder und lebt in Rohr bei Meiningen.

## Politik
Neben seiner Mitgliedschaft im Landtag ist Heym seit 1995 Vorsitzender der CDU im Landkreis Schmalkalden-Meiningen und seit 1999 Mitglied im Kreistag Schmalkalden-Meiningen. Im Landtag ist er stellvertretender Fraktionsvorsitzender und tourismuspolitischer Sprecher der CDU. Bei den Thüringer Landtagswahlen kandidiert Michael Heym für den Wahlkreis 12 – Schmalkalden-Meiningen I (Altkreis Meiningen, VG Dolmar und Benshausen). Sein Wahlkreisbüro befindet sich in der Kreisstadt Meiningen. Bei den Landtagswahlen 1999, 2004, 2009, 2014 und 2019 erhielt er jeweils mit den meisten Stimmen das Direktmandat. Bei der Landtagswahl 2024 trat er nicht erneut an.
Nachdem Christian Carius das Amt des Landtagspräsidenten niedergelegt hatte, kandidierte Heym im November 2018 für dieses Amt. Bei der Wahl ergaben sich 40 Stimmen für Heym und 44 gegen ihn. Hintergrund dieses Scheiterns waren Vorbehalte gegen Heym aufgrund von Äußerungen, die von den rot-rot-grünen Regierungsparteien als rechtspopulistisch empfunden wurden. Zu Carius’ Nachfolgerin wurde schließlich Birgit Diezel gewählt.
Am Tag nach der Landtagswahl in Thüringen 2019, bei der die Linke vor AfD und CDU stärkste Kraft wurde, brachte er eine mögliche Zusammenarbeit der CDU mit der AfD ins Spiel. Es müssten alle Optionen geprüft werden, darunter sei unter bestimmten Voraussetzungen, die er nicht näher spezifizierte, auch eine Koalition aus CDU, FDP und AfD. Vor der Wahl hatte die CDU eine Koalition mit der AfD wie auch mit der Linken ausgeschlossen. Wenige Tage später präzisierte er seine Aussage und erklärte, dass er kein Problem damit habe, wenn die AfD einen CDU-Ministerpräsident toleriere. Es gebe eine „bürgerliche Mehrheit rechts“, bestehend aus CDU, FDP und AfD, und damit die Möglichkeit für ein bürgerliches Bündnis, in das die AfD integriert werden könne, wenn sie sich bewege. Für ihn sei die AfD eine „konservative“ Partei. Diese Äußerungen stießen auch in seiner eigenen Partei auf Kritik. Unter anderem forderten mehrere CDU-Politiker Heyms Parteiausschluss. Unterstützung erhielt er Anfang November 2019 jedoch von 17 anderen CDU-Funktionären, die „ergebnisoffene“ Gespräche mit der AfD forderten. Dabei handelte es sich laut Tagesspiegel mehrheitlich um „Vertraute von Heym“ und Mitglieder des „am rechten Rand“ der Unionsparteien stehenden Vereins Werteunion.
Im Februar 2020 sagte Heym im Gespräch mit dem Stern, Angela Merkel habe die CDU „werteentleert“. Zum Verhältnis der CDU zur AfD äußerte er: „Wenn die AfD an bestimmten Entscheidungsprozessen beteiligt würde, würde das diese Gruppe disziplinieren.“
Im neuen Landtag wurde Heym in einer Kampfabstimmung gegen Christoph Zippel mit elf zu zehn Stimmen erneut zum stellvertretenden Fraktionsvorsitzenden gewählt. Am 2. März 2020 trat er bei der Wahl des Fraktionsvorstands nicht mehr an.
2021 war Heym als Vorsitzender des CDU-Kreisverbandes mit den meisten Delegiertenstimmen einer der Architekten der innerhalb der Partei umstrittenen Bundestagskandidatur Hans-Georg Maaßens im Wahlkreis 196, dessen bisheriger CDU-Abgeordneter Mark Hauptmann infolge zweier Korruptionsaffären zurückgetreten war.

## Weitere Tätigkeiten
Gesellschaftliche und ehrenamtliche Funktionen übt Heym als Mitglied im Verwaltungsrat der Rhön-Rennsteig-Sparkasse und im Aufsichtsrat der Thüringer Tourismus GmbH aus. Weiterhin ist er seit 2002 Präsident des Wintersportvereins Oberhof 05.

## Politische Positionen
Nach der Thüringer Landtagswahl 2019 und dem Eklat um die Wahl des kurzzeitigen Ministerpräsidenten Thomas Kemmerich von der FDP vereinbarten Linke, SPD und Grüne mit der CDU einen sogenannten „Stabilitätspakt“, um mit der Minderheitsregierung Ramelow bis zu einer Neuwahl 2021 stabile Verhältnisse für Thüringen zu schaffen. Demnach sollte sich der Landtag mit den Stimmen von Linken, SPD, Grünen und CDU 2021 auflösen und damit vorgezogene Landtagswahlen ermöglichen. Während CDU-Fraktionschef Mario Voigt die für den 19. Juli 2021 geplante Auflösung des Thüringer Landtags forderte, um den Weg für eine Neuwahl am 26. September 2021 frei zu machen, kündigten Heym und drei weitere CDU-Abgeordnete im Mai 2021 an, ihre Zustimmung zu verweigern und damit die nötige Zweidrittelmehrheit platzen zu lassen.
Neben Heym wollen auch Maik Kowalleck aus dem Kreis Saalfeld-Rudolstadt, Jörg Kellner aus dem Kreis Gotha und Christina Tasch aus dem Eichsfeld nicht zustimmen; sie erklärten gemeinsam, sie könnten keinen gewichtigen Grund dafür erkennen, den Landtag aufzulösen. Sie verwiesen darauf, dass die Landesregierung Ramelow (Linke) ihren Geschäften nachgehe und der beschlossene Haushalt Sicherheit für das Land biete. Laut MDR sind alle vier Abgeordneten Gefolgsleute des bei der Landtagswahl 2019 gescheiterten Ex-CDU-Chefs Mike Mohring und die „Renitenz der Vier“ sei ein Zeichen dafür, dass der 2019 gescheiterte Mohring immer noch Einfluss in der Partei habe. Kellner, Heym und Tasch seien laut MDR dem Ruhestand nahe, was ein weiterer Grund sein könnte, dass sie den jetzt sicheren Posten nicht aufgeben wollten.